# Brasiliomyces malachrae
Brasiliomyces malachrae är en svampart som först beskrevs av Seaver, och fick sitt nu gällande namn av Boesew. 1980. Brasiliomyces malachrae ingår i släktet Brasiliomyces och familjen Erysiphaceae.   Inga underarter finns listade i Catalogue of Life.